# Savez Ukrajinki
Savez Ukrajinki (ukr. Союз українок) je feministički pokret osnovan 1930. godine u zapadnoj Ukrajini odnosno Galiciji, gradu Ljvivu. U odnosu na ukupan broj populacije, Savez Ukrajinki je tijekom 1930.-ih bio prvi po broju članova u Ukrajini i Europi. Okupio je preko 60.000 članova i veliki broj uglednih intelektualki. Aktivnost i međunarodni politički utjecaj Saveza Ukrajinki posebno je loše tretiran od nacističkih vlasti pred Drugi svjetski rat.
U najaktivnijem razdoblju na čelu Saveza nalazila se Milena Rudnycka, profesorica Visokog pedagoškog instituta u gradu Ljvivu. Ona je bila glavni ideolog i predstavnik ukrajinskog feminističkog pokreta među ostalim međunarodnim organizacijama. Ukrajinska feministička organizacija Savez Ukrajinki posebno je velike simpatije imala među društvenim masama u Weimarskoj Republici odnosno Njemačkoj.

## Vanjske poveznice
- Галицькі феміністки 1930-х (ukr.)